# Dumbo (film din 2019)
Dumbo este un film live-action de fantezie și aventură, regizat de Tim Burton, scenariul fiind asigurat de Ehren Kruger. Este inspirat de clasicul film al Disney Dumbo, de asemenea bazat pe romanul scris de Helen Aberson și Harold Pearl. Filmul îi are în distribuție pe  Colin Farrell, Michael Keaton, Danny DeVito, Eva Green, și Alan Arkin.
Filmul a fost lansat în Statele Unite ale Amercii pe 29 martie 2019, iar în România începând cu 28 martie 2019 în formatele Real D 3D, IMAX, IMAX 3D și Dolby.

## Distribuție
- Adrian Ștefan- Joe Farrier (voce, versiune română) [5]
- Colin Farrell - Holt Farrier
- Michael Keaton - V. A. Vandevere
- Danny DeVito - Max Medici
- Eva Green - Colette Marchant
- Alan Arkin - J. Griffin Remington
- Nico Parker - Milly Farrier, fiica lui Holt.
- Finley Hobbins - Joe Farrier, fiul lui Holt.
- DeObia Oparei - Rongo the Strongo
- Joseph Gatt - Neils Skellig
- Sharon Rooney - Dna Atlantis, mama lui Dumbo[6]
- Michael Buffer - Baritonul Bates.[7]
- Frank Bourke - Puck
- Jo Osmond - Bucătarul circului